# Mick Leonard (cầu thủ bóng đá người Anh)
Michael Christopher Leonard (sinh ngày 9 tháng 5 năm 1959) là một cầu thủ bóng đá người Anh đã giải nghệ từng thi đấu ở Hong Kong First Division League. Ông chơi ở vị trí thủ môn và được xem là thủ môn xuất sắc nhất ở Hồng Kông thời điểm đó. Năm 1994, ông có màn ra mắt ở Hong Kong First Division League cho Instant-Dict. Năm 1998, ông chuyển sang một đội bóng lớn khác là South China.
Năm 2000, ông giải nghệ vì chấn thương nặng.